# Liste der Monuments historiques in Noisy-sur-École
Die Liste der Monuments historiques in Noisy-sur-École führt die Monuments historiques in der französischen Gemeinde Noisy-sur-École auf.

## Liste der Bauwerke
| Bezeichnung                         | Beschreibung | Standort | Kennzeichnung | Schutzstatus | Datum | Bild           |
| ----------------------------------- | ------------ | -------- | ------------- | ------------ | ----- | -------------- |
| Abri de la Grande Montagne          |              | (Lage)   | PA00087176    | Classé       | 1955  |                |
| Abri sous roche                     |              | (Lage)   | PA00087177    | Classé       | 1953  |                |
| Kirche Notre-Dame-de-l’Assomption   |              | (Lage)   | PA00087178    | Classé       | 1923  | weitere Bilder |
| Polissoir du Fond du Goulay         |              | (Lage)   | PA00087179    | Classé       | 1924  |                |
| Polissoirs de la Pierre-aux-Prêtres |              | (Lage)   | PA00087180    | Classé       | 1929  |                |

## Liste der Objekte
Zum Verständnis siehe: Kirchenausstattung
- Monuments historiques (Objekte) in Noisy-sur-École in der Base Palissy des französischen Kultusministeriums